# Lorne Cardinal
Lorne Cardinal (Sucker Creek, Canada, 6 januari 1964) is een Canadese acteur en filmregisseur. Cardinal is vooral bekend door zijn rol als Davis Quinton in de Canadese sitcom Corner Gas. 

## Loopbaan
Cardinal speelde in een aantal Canadese televisieseries en (tele)films. Voor zijn rol in Corner Gas won hij samen met de rest van de acteurs een Gemini Award voor Best Ensemble Performance.